# Агалаченки
Агала́ченки (рос. Агалаченки) — присілок у складі Юр'янського району Кіровської області, Росія. Входить до складу Великоріцького сільського поселення.
Населення становить 19 осіб (2010, 23 у 2002).
Національний склад станом на 2002 рік — росіяни 96 %.